# Fürstenau GR
| GR ist das Kürzel für den Kanton Graubünden in der Schweiz. Es wird verwendet, um Verwechslungen mit anderen Einträgen des Namens Fürstenau (Begriffsklärung) zu vermeiden. |

Fürstenau (rätoromanisch Farschno) ist eine politische Gemeinde im Schweizer Kanton Graubünden. Sie gehört zur Region Viamala.

## Geographie
Fürstenau besteht aus dem historischen Städtchen Fürstenau und dem Ortsteil Fürstenaubruck über dem Zusammenfluss von Hinterrhein und Albula. Fürstenau ist im Inventar der schützenswerten Ortsbilder der Schweiz von nationaler Bedeutung eingetragen.

## Geschichte

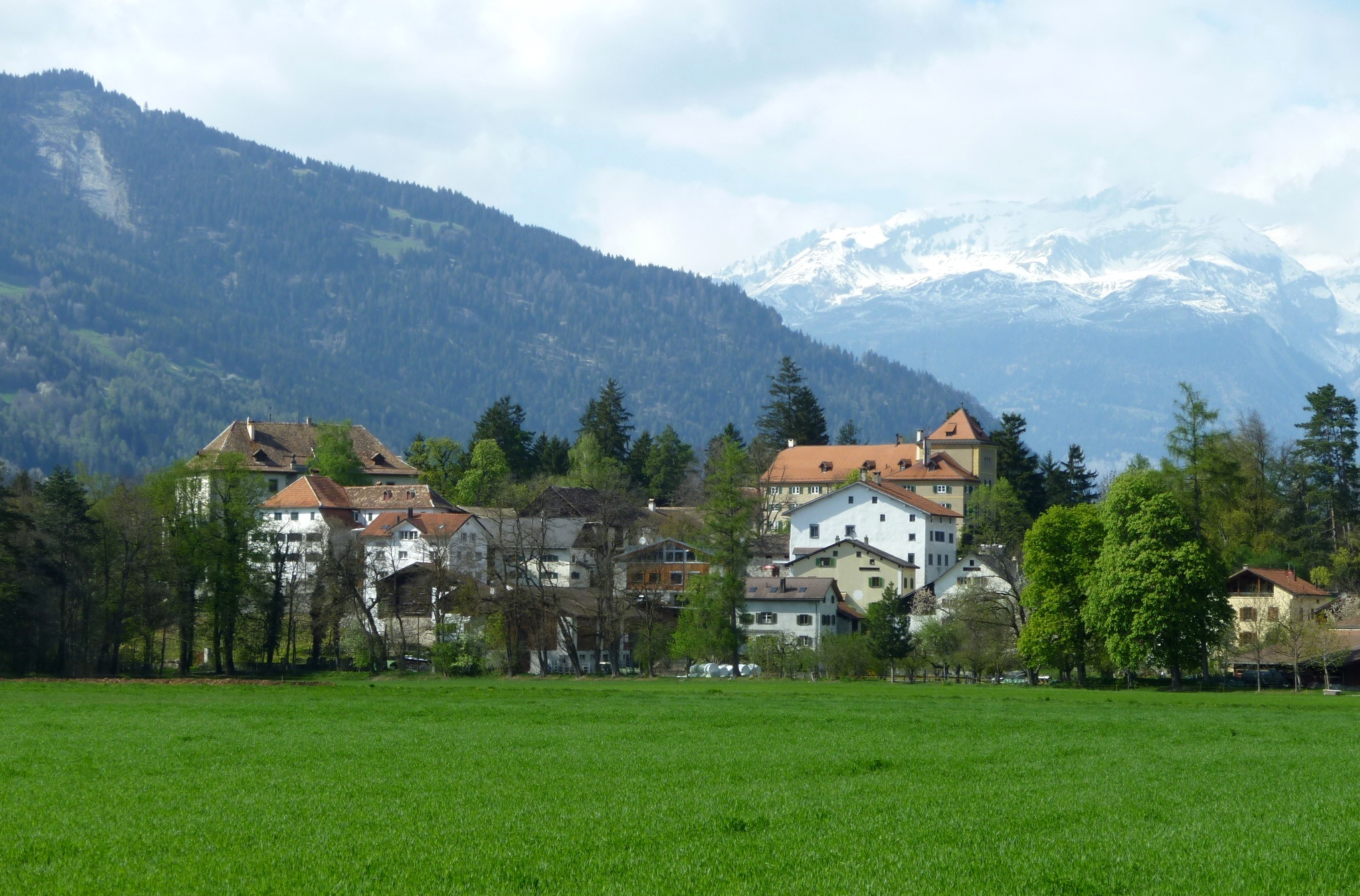
Fürstenau mit dem Bischöflichen Schloss hinten links und Schloss Schauenstein rechts hinter dem Stoffelhaus

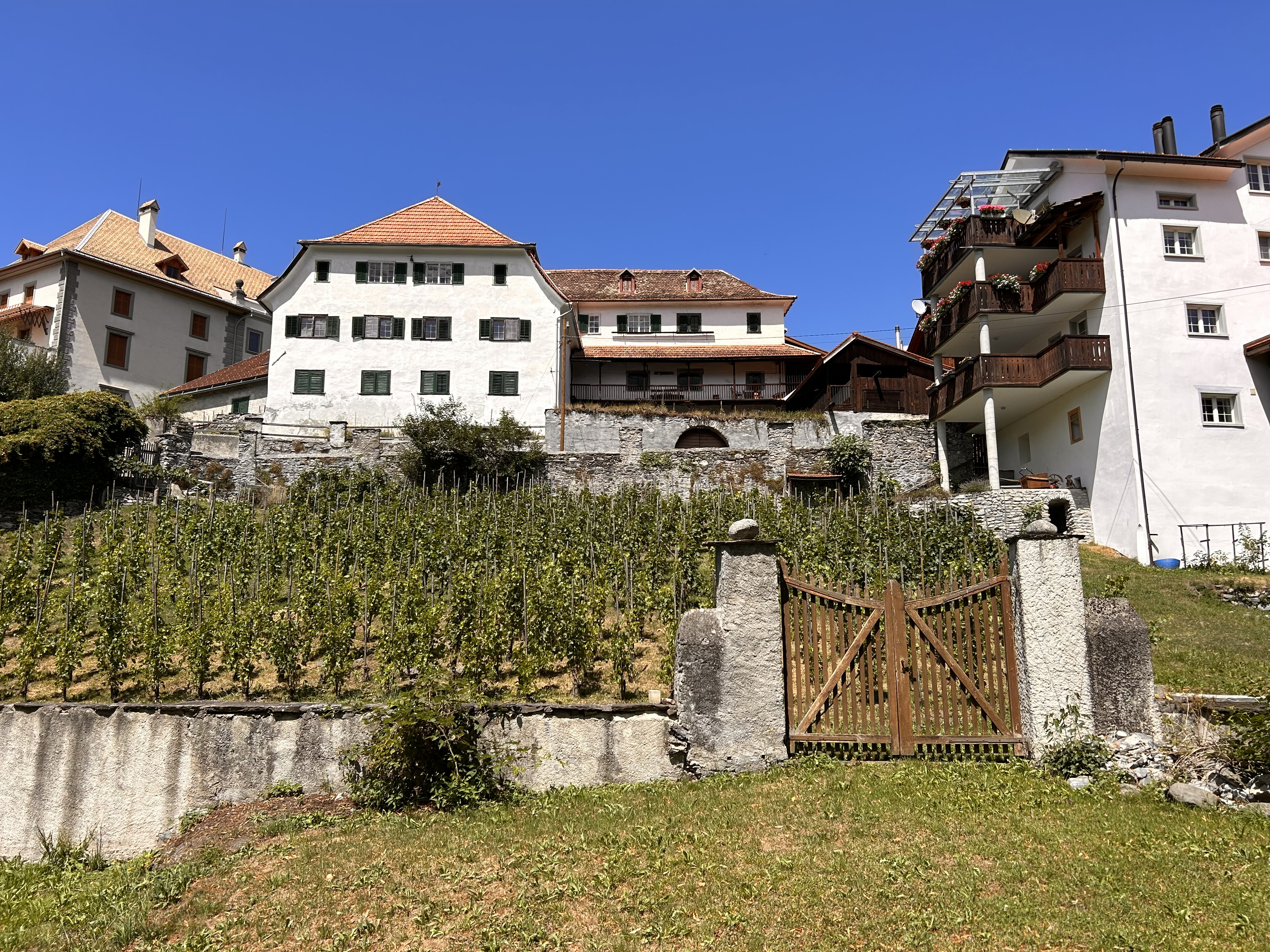
In Fürstenau

Mairaus, der alte Name von Fürstenau, wird urkundlich erstmals in der ersten Hälfte des 12. Jahrhunderts erwähnt. Der neue Name ist erstmals 1257 mit Fürstinowe belegt. Fürst bezieht sich hier auf den Bischof von Chur, in dessen Eigentum der Meierhof von Fürstenau war. Der Name wurde erst später auch auf die danach erbaute Burg übertragen.
Zwei mittelalterliche Wehr- oder Wohntürme und ein bischöflicher Hof waren die Vorgänger der landesherrlichen Grossburg aus der zweiten Hälfte des 13. Jahrhunderts. Kaiser Karl IV. gestand Fürstenau 1354 Stock und Galgen sowie zwei Jahrmärkte zu. Gleichzeitig erscheint Fürstenau urkundlich als oppidum. Mit seiner Burg bildete es das Verwaltungszentrum der bischöflicher Besitzungen im Domleschg und am Heinzenberg. Wegen der deutschsprachigen Herkunft der meisten Churer Bischöfe und Domherren war Fürstenau ein Zentrum deutschsprachigen Einflusses im rätoromanischen Tal. Die Gerichtsgemeinde Fürstenau als Glied des 1367 gegründeten Gotteshausbundes entsprach den unter bischöflicher Herrschaft stehenden Nachbarschaften Fürstenau, Scharans, Almens (bis 1845 mit Pratval) und ab 1456 mit Sils im Domleschg.
Das Schloss war der Sitz des bischöflichen Landvogts, dem die hohe Gerichtsbarkeit über die Gerichte Fürstenau und Ortenstein, Obervaz und Heinzenberg zustand. Es war oft Residenz der Bischöfe von Chur und Versammlungsort des Gotteshausbundes. So tagte unter anderem hier 1464 ein Schiedsgericht in Anständen zwischen dem Bistum und Herzog Siegmund von Tirol wegen des Unterengadins. 1468 versammelten sich daselbst Abgeordnete des ganzen Gotteshausbundes, um dem Bischof eine Art Verfassung aufzunötigen.
Erst in der zweiten Hälfte des 15. Jahrhunderts konnte der Bischof die Territorialhoheit im inneren Domleschg gegen die Werdenberger durchsetzen. 1527 wurden die letzten bischöflichen Herrschaftsrechte ausgekauft. 1667 bis 1676 wurde das Schauenstein'schen oder Oberen Schlosses, 1709 bis 1711 das Bischöfliche oder Untere Schloss neu erbaut. Zusammen mit Ortenstein bildete die Gerichtsgemeinde Fürstenau bis 1851 das Hochgericht Ortenstein. 1354 wird die Kirche St. Michael und Georg, später Heilige drei Könige, erwähnt. Die Reformation fand in Fürstenau vor 1530 statt.
Fürstenaubruck (oder Zollbrugg) am Rheinübergang verband über den alten Schinweg die Septimer- mit der Splügen-/San-Bernhardinoroute. Mit dem Bau der linksrheinischen Fahrstrasse über Thusis verlor die Brücke an Bedeutung und wurde im 19. Jahrhundert aufgegeben. Dank der gleichzeitig beginnenden Rheinverbauungen gewann Fürstenau an Kulturland für Futterbau, Vieh- und Milchwirtschaft. 2000 arbeiteten fast alle Personen, die in Fürstenau erwerbstätig waren, im dritten Wirtschaftssektor. 1841 bis 1855 bestand in Fürstenau eine Korrektions- und Armenanstalt und 1878 bis 1895 ein Spital. 1990 wurde das regionale Alters- und Pflegeheim erbaut.

## Wappen
| Wappen von Fürstenau GR | Blasonierung: «In Silber auf grünem Schildfuss schwarzes Zinnentor mit Fallgatter»                                                                                |
| Wappen von Fürstenau GR | In Anlehnung an die Stadtrechte ist das Zinnentor mit Fallgatter dargestellt. Die Farben Silber/Schwarz gründen sich auf den bischöflichen Meierhof zu Fürstenau. |

## Bevölkerung
| Bevölkerungsentwicklung | Bevölkerungsentwicklung | Bevölkerungsentwicklung | Bevölkerungsentwicklung | Bevölkerungsentwicklung | Bevölkerungsentwicklung | Bevölkerungsentwicklung | Bevölkerungsentwicklung | Bevölkerungsentwicklung | Bevölkerungsentwicklung | Bevölkerungsentwicklung | Bevölkerungsentwicklung | Bevölkerungsentwicklung | Bevölkerungsentwicklung |
| ----------------------- | ----------------------- | ----------------------- | ----------------------- | ----------------------- | ----------------------- | ----------------------- | ----------------------- | ----------------------- | ----------------------- | ----------------------- | ----------------------- | ----------------------- | ----------------------- |
| Jahr                    | 1803                    | 1850                    | 1860                    | 1888                    | 1900                    | 1930                    | 1950                    | 1980                    | 1990                    | 2000                    | 2005                    | 2016                    | 2020                    |
| Einwohner               | 107                     | 304                     | 244                     | 316                     | 235                     | 200                     | 253                     | 198                     | 271                     | 311                     | 329                     | 345                     | 350                     |

Eine erste Auswandererwelle gab es zwischen 1850 und 1860. Die Bevölkerung sank damals innert eines Jahrzehnts um 19,74 %. Danach wuchs die Einwohnerzahl ununterbrochen an bis ins Jahr 1888, als 316 Bewohner gezählt wurden (1860–1888: + 29,51 %). Zwei weitere Auswandererwellen zwischen 1888 und 1900 sowie 1910 und 1930 liessen die Bevölkerung auf ein historisches Zwischentief von 200 Personen im Jahr 1930 sinken (1888–1930: −36,71 %). Danach kam es zu einem starken Wachstum bis 1950, gefolgt von einer letzten Auswanderungswelle zwischen 1950 und 1980. Nach dem historischen Tief von 1980 wuchs die Bevölkerung rasch an.
Grund hierfür sind die schöne Landschaft kombiniert mit einer guten Verkehrsanbindung (Schiene, Autobahn). Die jungen Leute aus dem Dorf bleiben und pendeln, statt Fürstenau zu verlassen. Gleichzeitig ziehen viele „Unterländer“  zu.

### Sprachen
Ursprünglich sprachen die Bewohner als Umgangssprache Sutselvisch, eine Mundart des Bündnerromanischen. Doch schon früh gingen die Bewohner zur deutschen Sprache über. Während 1880 noch 20 % der Bevölkerung romanischer Muttersprache waren – und dies bis 1900 so blieb – sank der Anteil 1910 auf 14 % und 1941 auf 11 %. Seither sank er stetig weiter. Die Gemeinde ist heutzutage nahezu völlig deutschsprachig. Dies belegt auch folgende Tabelle:
| Sprachen in Fürstenau GR |                   |                   |                   |                   |                   |                   |
| Sprachen                 | Volkszählung 1980 | Volkszählung 1980 | Volkszählung 1990 | Volkszählung 1990 | Volkszählung 2000 | Volkszählung 2000 |
| Sprachen                 | Anzahl            | Anteil            | Anzahl            | Anteil            | Anzahl            | Anteil            |
| Deutsch                  | 170               | 85,86 %           | 243               | 89,66 %           | 287               | 92,28 %           |
| Rätoromanisch            | 13                | 6,57 %            | 15                | 5,54 %            | 10                | 3,22 %            |
| Italienisch              | 10                | 5,05 %            | 4                 | 1,48 %            | 6                 | 1,93 %            |
| Einwohner                | 198               | 100 %             | 271               | 100 %             | 311               | 100 %             |

### Herkunft und Nationalität
Von den 329 Bewohnern am Ende des Jahres 2005 waren 303 (= 92,10 %) Schweizer Staatsangehörige.

## Sehenswürdigkeiten

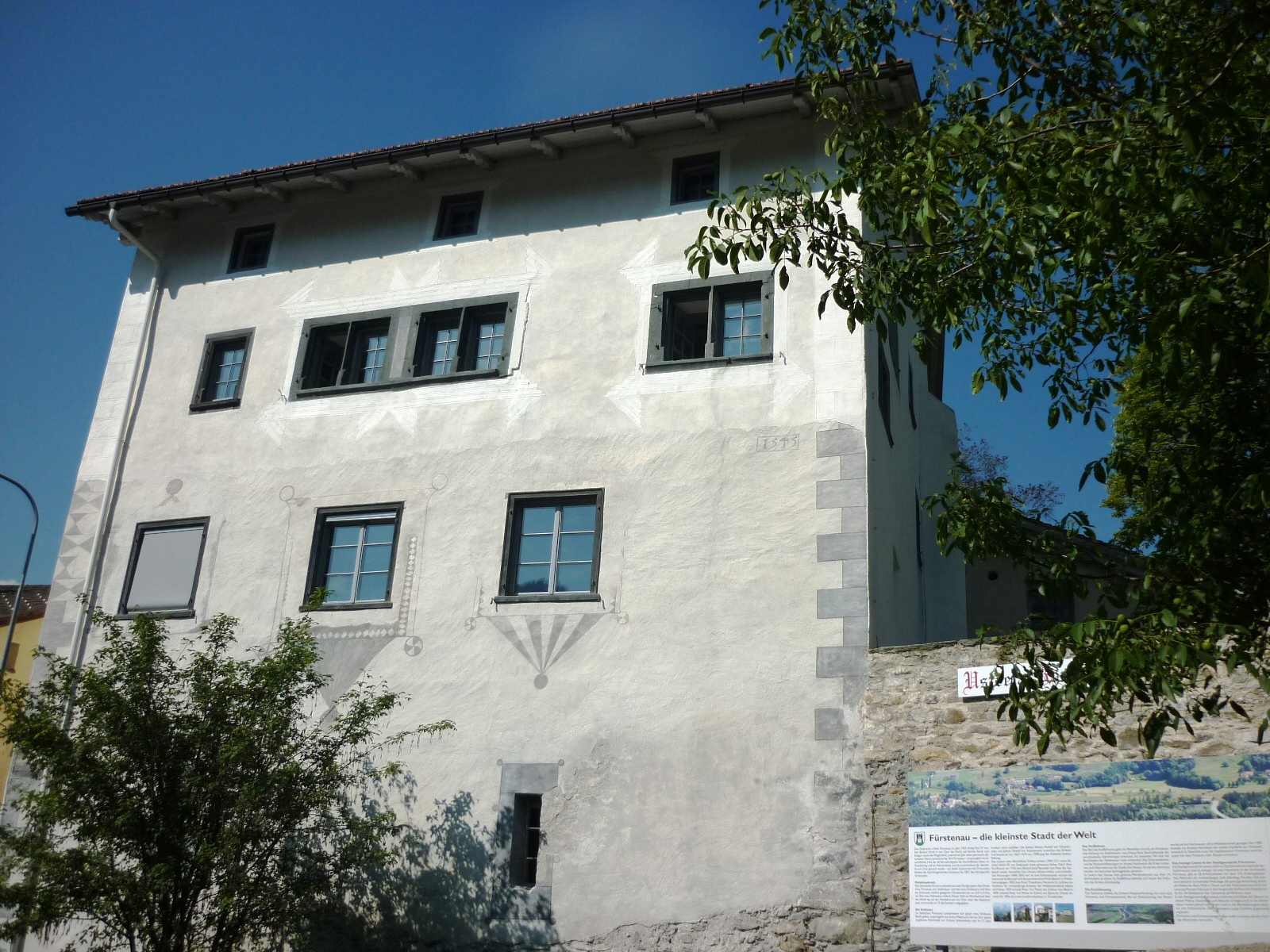
Stoffelhaus

Seit dem 19. Jahrhundert ist das Burgstädtchen Fürstenau baulich fast unverändert geblieben und ist deshalb als Ensemble eine Sehenswürdigkeit. Daneben besonders zu erwähnen sind:
- Reformierte Dorfkirche
- Schloss Schauenstein oder Oberes Schloss
- Bischöfliches Schloss oder Unteres Schloss
- Stoffelhaus[7]
- Casa Aperta[8]